# Rue Vauban (Nantes)
Pour les articles homonymes, voir Rue Vauban.
La rue Vauban est une voie de Nantes, en France.

## Situation et accès
Située dans le centre-ville de Nantes, la rue Vauban, qui relie la rue de l'Échelle à la rue Saint-Julien, est pavée et n'est pas ouverte à la circulation automobile. Sur son tracé, elle ne rencontre aucune autre voie.

## Origine du nom
La rue fut baptisée ainsi en l'honneur Sébastien Le Prestre de Vauban, le grand ingénieur, constructeur de citadelles et de places fortes sous le règne de Louis XIV.

## Historique
La rue actuelle est créée à la fin du XVIIIe siècle, dans le cadre de l'aménagement du quartier autour de la place Royale. Auparavant, le site se trouvait dans le fossé creusé le long de la muraille qui délimitait la ville close.